# 特拉西博卡日
特拉西博卡格（法語：Tracy-Bocage，法語發音：[tʁasi bɔkaʒ] ⓘ）是法国卡尔瓦多斯省的一个市镇，属于卡昂区。

## 地理
特拉西博卡日（49°4'22"N, 0°41'29"W）面积5.24 平方千米，位于法国诺曼底大区卡爾瓦多斯省，该省份为法国西北部沿海省份，北濒大西洋英吉利海峡，东北与滨海塞纳省以海上边界相接，东临厄尔省，南至奧恩省，西与芒什省接壤。
与特拉西博卡日接壤的市镇（或旧市镇、城区）包括：瑟勒河畔阿马耶、卡阿涅、迈松塞勒佩尔韦、瑟勒河畔圣卢埃、维莱博卡日、维伊博卡日、瑟利讷。

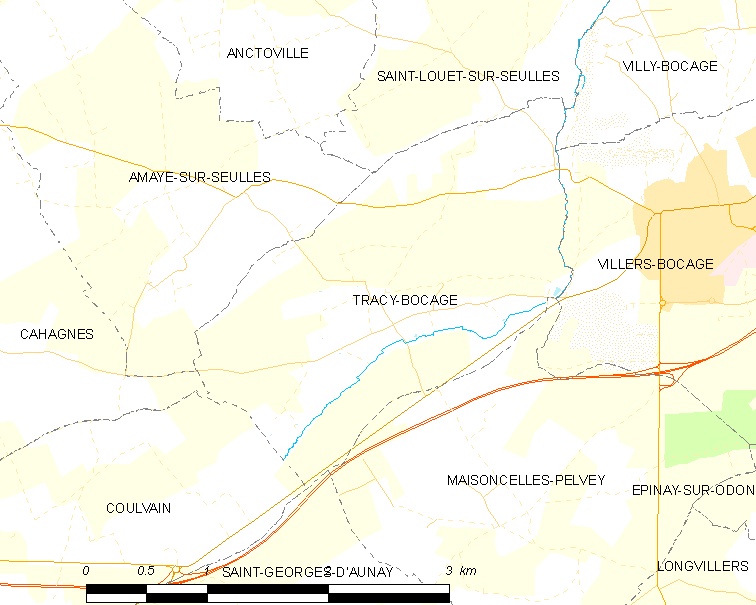
特拉西博卡日的OSM定位图

特拉西博卡日的时区为UTC+01:00、UTC+02:00（夏令时）。

## 行政
特拉西博卡日的邮政编码为14310，INSEE市镇编码为14708。

## 政治
特拉西博卡日所属的省级选区为莱蒙多奈县。

## 人口

1962-2008年间特拉西博卡日人口变化图示

特拉西博卡日于2022年1月1日时的人口数量为305人。